# Фундаментализъм
 Тази статия е за буквалната интерпретация на различни доктрини.  За епистемологичния възглед вижте Фундаментализъм (философия).  
Фундаментализмът (на латински: fundamentum – основание) е събирателно наименование на консервативни философски, морални и социални движения, следващи стриктни норми и принципи за разглеждане на дадена доктрина, а често пъти и проповядващо връщане към отминали (в исторически и културен план) принципи и ценности.
Най-известен от всички е религиозният фундаментализъм, чиято основна задача е възвръщане на религиозните структури като господстващи в обществото.. Основните му идеологически положения са необходимостта от строго спазване на предписанията, установени в религиозните свещени книги, като не се допуска никаква критика или либерално тълкуване на тези текстове.

## История

### Протестантски фундаментализъм
Фундаментализмът възниква през първото десетилетие на 20 век в Съединените щати сред консервативните презвитериански преподаватели и богослови в Принстънската богословска семинария. По време на Първата световна война и в годините непосредствено след нея той се разпространява и сред консервативните представители на баптизма и други направления на протестантството в страната. Целта на движението е да утвърди ортодоксалното протестантсво и да го защити от смятаните за враждебни към него течения, като либералното християнство, немския исторически критицизъм или дарвинизма.
Самото наименование „фундаментализъм“ води началото си от Ниагарската библейска конференция (1878 – 1897), която си поставя за цел да дефинира фундаменталните принципи на християнството. През 1910 година Общото събрание на Презвитерианската църква обобщава тези принципи в т.нар. „пет фундамента“:
- Вдъхновеност на Библията от Светия дух и свързаната с това непогрешимост на Светото писание
- Непорочно зачатие на Исус Христос
- Изкупление на греховете чрез смъртта на Христос
- Телесно възкресение на Христос
- Историческа достоверност на Христовите чудеса

Непосредствено след извършения от него атентат като християнски фундаменталист е определян и норвежкият терорист Андеш Брейвик, но впоследствие тези оценки са оспорвани, а високопоставени протестантски духовници дори обвиняват Брейвик в богохулство.

### Ислямски фундаментализъм
В края на 70-те години на 20 век американските медии, опитващи се обяснят по достъпен начин идеологията на Иранската революция на публиката, слабо запозната с исляма, започват да я описват като „фундаменталистка версия на исляма“ по аналогия с протестантския фундаментализъм в Съединените щати. Така възниква понятието ислямски фундаментализъм, което през следващите години получава широко разпространение по света.
Категоричното отрицание на голям брой западни ценности и склонността към радикални методи на борба с това, което Осама бин Ладен и други ислямисти наричат завладяване на неверниците и окупация на арабските земи , дават основание на много учени, публицисти и политици да въведат термина ислямофашизъм, който за първи път е използван от френския писател и публицист Максим Роденсон, обозначаващ с него режима на революционната исламска диктатура в Иран след събитията около 1979 година. Някои източници утвърждават, че авторът на термина е италианската писателка Ориана Фалачи.
Известният философ Френсис Фукуяма в 2002 година утвърждава, че сегашният конфликт на цивилизациите е не просто борба с тероризма или борба с исляма като религия или цивилизация, а по-скоро борба с ислямофашизма, тоест с радикално непримиримите и антисъвременни доктрини, отрицаващи ценностите на западната цивилизация, неотдавна получил разпространение в много части на исламския свят.
Все пак някои известни учени и политици критикуват употребата на термина. В частност, Евгений Примаков счита, че има ислямски екстремизъм, но не и ислямофашизъм, тъй като фашизмът се строи на национализъм. Някои критици казват, че терминът се използва с пропагандни цели.

### Еврейски фундаментализъм
Еврейският фундаментализъм фактически е идеологията на ултра ортодоскалните евреи, на техните крайни политически партии и религиозни течения. В 1988 г. Израелската избирателна комисия и Върховният съд на Израел заради крайния расизъм на движението „Ках“ оглавяваното от Мейр Кахана (според социологическите проучвания изразяващо идеите на до 20% от избирателите ) не ги допуска до избори, а в 1994 г. „Ках“ и отделилата се от нея фракция „Кахане Хай“ са поставени извън закона в Израел. Фундаменталистите от Ках са забранена терористична организация и в страните от ЕС, САЩ и Канада.
Най-отявлената илюстрация на еврейския фундаментялизъм е убийството на лауреата на нобелова награда за мир министър-председателя на Израел Ицхак Рабин от израелски терорист-фундаменталист Игал Амир.

## Нерелигиозен фундаментализъм
Някои християнски теолози, както и някои фундаменталисти се отнасят към всяка философия, която те виждат като буквална или вярват, че носи претекста на единствен източник на обективната истина, като фундаменталистка, независимо от това дали тя обикновено се нарича религия. Например, архиепископът на Уелс критикува „атеистичния фундаментализъм“ широко и общо. и заявява: „Всякакъв вид фундаментализъм, бил той библейски, атеистичен или ислямски, е опасен“, Той казва също така, че „новият фундаментализъм на нашето време води до езика на експулсиране и изключителност, на екстремизъм и поляризация, както и до твърдението, че Бог е на наша страна, не на ваша“
Във Франция, налагането на ограничения на някои религиозни прояви в държавните училища са разглеждани от някои като „светски фундаментализъм“. В Съединените щати, лична или културна нетърпимост към жени, носещи хиджаб и политическият активизъм срещу мюсюлманите също е разглеждан като „светски фундаментализъм“ от някои мюсюлмани в САЩ.
Терминът фундаментализъм понякога се използва за обозначаване на контра-културна вярност към някой опростен принцип, като например „пазарен фундаментализъм“, който представлява пресилена, подобна на религиозна вяра в способността неограничената ненамеса в частни инициативи или икономическите или политическите възгледи за свободния пазар да решавават всички икономически и социални проблеми. Според икономиста Джон Кигин стандартните функции на „икономическата фундаменталистка реторика“ са догматични твърдения и считат, че всеки, който притежава гледна точка, противоречаща на тяхната, не е истински икономист. Пенсионираният професор по религиозни науки Родерик Хиндри пръв изброява положителни качества, приписвани на политически, икономически, или други форми на културен фундаментализъм. Те включват „жизненост, ентусиазъм, желание за подкрепа на думите с действия и избягването на лесен компромис“. След това той анализира и негативните аспекти, като психологически нагласи, от време на време елитарни и песимистични перспективи, а в някои случаи буквализъм.